# Deutsche Edelstahlwerke AG

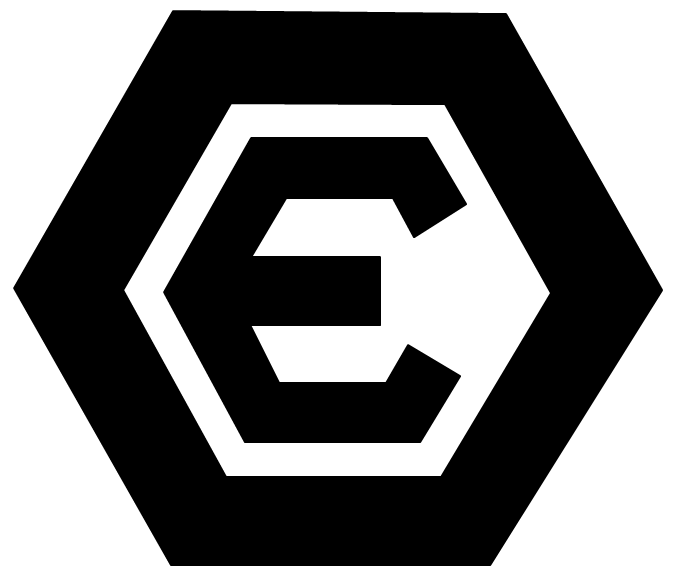
Firmenzeichen der deutschen Edelstahlwerke AG 1929

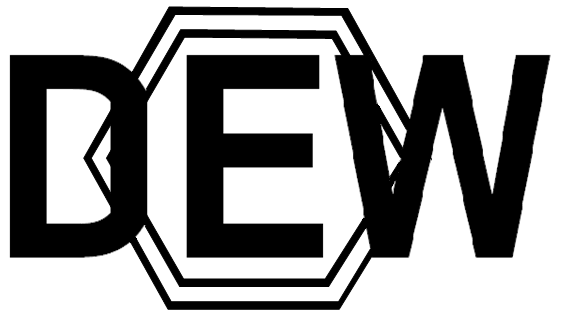
Firmenzeichen der deutschen Edelstahlwerke AG 1951

Die Deutsche Edelstahlwerke Aktiengesellschaft (DEW) war von 1927 bis 1974 ein Zusammenschluss von mehreren Edelstahlwerken, die mit zeitweise 15.000 Mitarbeitern größter europäischer Edelstahlproduzent waren. Heute betreibt die Nachfolgegesellschaft zwei Elektrostahlwerke (Siegen und Witten) und stellt (Langprodukte im Abmessungsbereich 4 bis 1000 mm) an 5 Standorten 600 verschiedene Edelstahlvarianten her.

## Geschichte

### Weimarer Republik und Drittes Reich
Die Deutsche Edelstahlwerke AG wurde im Januar 1927 durch die Vereinigten Stahlwerke AG gegründet und fasste deren Edelstahlaktivitäten zusammen. Unternehmenssitz war zunächst Bochum; im Zuge der Konzentration auf den Standort Krefeld Ende des Jahres 1929 wurde der Unternehmenssitz jedoch auch nach Krefeld verlegt. Folgende Standorte und Werke bzw. Werksteile bildeten den Kern der DEW:
- Krefeld: Krefelder Stahlwerke AG (1900 von August Thyssen gegründet)
- Bochum: Teile des „Werkes Stahlindustrie“ des Bochumer Vereins, 1929 aber wieder ausgegliedert
- Dortmund-Aplerbeck: Magnetfabrik (früher Teil der Aplerbecker Hütte) der Dortmunder Union[2]
- Werdohl: Stahlwerke Brüninghaus AG, 1862 angesiedelt (heute Bilstein Suspension)
- Remscheid-Hasten: Stahlwerk Richard Lindenberg AG („Glockenstahlwerk“)
- Remscheid-Honsberg: Bergische Stahlindustrie
- Duisburg: Felix Bischoff GmbH
- Hannover (Linden-Süd): Vereinigte Leichtmetall-Werke, VLW
- Laatzen: Metallwerk Hannover (MEHA – Tochterfirma der VLW), heutiges Messegelände Hannover

Im Zweiten Weltkrieg produzierten die DEW unter anderem Panzerungen für Panzer und Geschütze, aber auch Granaten, Geschütze und Stahlhelme. Vor allem das Vorstandsmitglied Walter Rohland sorgte für einen starken Ausbau der Rüstungsproduktion der DEW. Diese Produktion erfolgte zum Teil unter dem Einsatz von Zwangsarbeitern oder Häftlingen von Konzentrationslagern; beispielhaft sei hier das KZ-Außenlager Neubrücke genannt. Im Jahr 1938 „arisierte“ die DEW das Metallwerk Plansee im österreichischen Reutte (Tirol) vom in die USA emigrierten Paul Schwarzkopf. 1952 wurde dieses Werk an Schwarzkopf restituiert.

### Nachkriegszeit
Die Werke der DEW sollten nach dem Willen der Alliierten weitgehend demontiert werden, sie konnten allerdings umgestimmt werden, so dass nur ein Teil demontiert wurde.
Nach der Neuordnung der Montanindustrie zu Anfang der 1950er bleiben noch das Krefelder, Remscheider und Werdohler Werk sowie die Dortmunder Magnetfabrik bei der am 16. Oktober 1951 neu gegründeten DEW mit Sitz in Krefeld, die anderen Betriebe werden unter anderem in der am 21. September 1951 gegründeten Stahlwerke Südwestfalen AG (SSW) mit Sitz in Geisweid (Siegen) zusammengefasst. Das Werk Bochum, das vom Bochumer Verein als Hochfrequenz Tiegelstahl GmbH geführt wurde und 1927–1929 bereits zur DEW gehört hatte, wurde ebenfalls wieder an die DEW angegliedert. In Bochum wurden neben Gussteilen aus Sonderlegierungen und Schweißelektroden auch Magnete hergestellt. 1955 stellen die in der DEW verbliebenen Werke rund 35 % des Edelstahls und rund 50 % des in Deutschland erzeugten Elektrostahls her.
1957 übernahm die August-Thyssen-Hütte AG die Aktienmehrheit der Deutsche Edelstahlwerke AG und trieb damit einerseits die Diversifizierung des Thyssen-Konzerns voran und verschaffte sich andererseits wieder eigene Elektrostahlkapazitäten. 1961 wird in Füssen zusammen mit der Plansee-Group das Joint-Venture Sinterstahl GmbH gegründet, das vorwiegend für den Automobilbereich pulvermetallurgische Produkte herstellt. 1964 wurde Dieter Spethmann Vorstandsvorsitzender der DEW – und später auch Leiter des gesamten Thyssen-Konzerns. Im Jahr 1970 wurde das Stahl- und Walzwerk C. Kuhbier & Sohn in Dahlerbrück durch die DEW übernommen, das bis 2024 in der Outokumpu Nirosta Präzisions-Bänder aus Edelstahl walzte.
Nachdem die August-Thyssen-Hütte und der Essener Rheinstahl-Konzern, der die Mehrheit an der Edelstahlwerke Witten AG hielt, 1973 fusioniert hatten, fand 1974/1975 die Verschmelzung der Deutsche Edelstahlwerke AG mit der Edelstahlwerk Witten AG zur Thyssen Edelstahlwerke AG statt. Die Magnetfabrik und die Schleudergussherstellung in Bochum wurden geschlossen, der Gussbereich des Bochumer Werks verblieb als Thyssen Feingusswerk Bochum (TFB) zunächst bei Thyssen, bevor er im April 1997 mit 400 Mitarbeitern an die britische Triplex Lloyd International veräußert wurde, die ihrerseits Ende 1997 von der Firma Doncasters übernommen wurde. Im gleichen Jahr verkaufte Thyssen auch die Dortmunder Magnetfertigung an die Firma Tridelta. Die Thyssen Edelstahlwerke AG wurden 1992 mit der Thyssen Stahl AG fusioniert, bevor sie 1994 als Edelstahl Witten-Krefeld GmbH wieder ausgegliedert wurden. Die Bergische Stahl-Industrie blieb bis 1996 in der Thyssen Gießerei AG, Teile wurden dann an SAB WABCO veräußert; seit Oktober 2004 gehört der Remscheider Betrieb zur Faiveley-Gruppe, die 2008 nach Witten zog.
Die Aktienmehrheit der SSW lag zunächst in den Händen der Flick-Gruppe, die 1968 an das Bankhaus Merck Finck & Co sowie an Hoesch verkauft wurden. 1974 übernahm Krupp die Mehrheit der SSW-Aktien von Merk, Fink & Co, der Allianz und Hoesch und baute den Anteil bis 1977 auf mehr als 97 % auf, bevor die Stahlwerke Südwestfalen AG im Jahr 1984 schließlich komplett mit der Krupp Stahl AG verschmolzen wurde. 1994 wurde es als Krupp Edelstahlprofile wieder abgespalten und 2004 von ThyssenKrupp an die Swiss Steel AG verkauft.
Anfang der 1980er Jahre führte die Stahlkrise zu starken Konzentrationsbewegungen im Ausland (z. B. die Eingliederung der Edelstahlabteilung von Creusot-Loire in den Usinor-Konzern in Frankreich, Fusion von Finsider und Teksid in Italien), durch die der Edelstahlmarkt stark in Bewegung geriet – Thyssen und Krupp vereinbarten daher eine Kooperation im Edelstahlbereich, das eigentliche Ziel einer Fusion wurde jedoch verworfen. Im Zuge der verstärkten Zusammenarbeit von Krupp und Thyssen wurden 1995 die Krupp Nirosta GmbH und die Thyssen Stahl Rostfrei in der Krupp Thyssen Nirosta GmbH zusammengefasst, bevor beide Konzerne 1997 komplett fusionierten. Der ThyssenKrupp-Konzern verkaufte schließlich im März 2005 seine Tochtergesellschaft Edelstahlwerke Witten-Krefeld an die zur Schmolz- und Bickenbach-Gruppe gehörende Swiss Steel AG.

## Heute
Die meisten Betriebe der ursprünglichen Deutsche Edelstahlwerke AG existieren noch heute, der Standort Krefeld in der Schmolz&Bickenbach-Gruppe wieder unter dem Namen Deutsche Edelstahlwerke Specialty Steel.
Am gleichen Standort produzierte auch die im ThyssenKrupp-Konzern verbliebene ThyssenKrupp Nirosta GmbH Edelstahl. Sie war die größte Einzelgesellschaft der ehemaligen Edelstahlsparte von ThyssenKrupp, Inoxum, wurde im Dezember 2012 an Outokumpu, ein finnisches Werkstoffunternehmen mit Sitz in Espoo, veräußert und erhielt den Namen Outokumpu Nirosta.
Auch die Standorte Siegen, Hagen und Witten gehören heute zur Deutsche Edelstahlwerke Specialty Steel.
Die meisten Werke haben jedoch mittlerweile andere Namen angenommen oder wurden in andere Konzerne eingegliedert.

## Vorstandsvorsitzende der DEW
- Heinz Gehm
- ab 1964: Dieter Spethmann
- 1973: Winfried Connert

### Vorstandsvorsitzende der SSW
- Karl Barich, 1951–1970
- Helmut Treppschuh, 1970–1975
- Hans-Georg Rosenstock, 1975–1979[17]